# Regno Pagan
Il Regno di Pagan o Dinastia di Pagan o Impero di Pagan fu il primo Stato a unificare le regioni che successivamente avrebbero costituito la moderna Birmania. La capitale era Pagan, l'odierna Bagan, situata nella parte centro-occidentale dell'Alta Birmania.
I sovrani di Pagan governarono sulla valle dell'Irrawaddy per 250 anni, ponendo le basi per l'ascesa della cultura e della lingua birmana, la diffusione dell'etnia bamar e la crescita del Buddismo Theravada in Birmania e in gran parte dell'Indocina.

## Storia

### Fondazione
I birmani, provenienti probabilmente dal Regno di Nanzhao, penetrarono gradualmente nella valle dell'Irrawaddy, fino ad allora sotto il controllo dei Pyu. Era stato Nanzhao a sottomettere i Pyu in quegli stessi anni, ed è stato ipotizzato che i birmani fossero giunti al seguito dei Nanzhao per pacificare la regione. Gli insediamenti risalgono al IX secolo e tra questi vi fu Pagan, fondata tra l'849 e l'876.
Inscrizioni riguardanti i primi sovrani del regno risalgono al 956. I più antichi scritti riguardanti Pagan sono gli annali cinesi della dinastia Song, che documentano la visita di alcuni inviati della corte birmana nella capitale dei Song Bianjing nel 1004. Il nome Pagan compare in inscrizioni Cham e Mon, rispettivamente del 1050 e del 1093. Per oltre 200 anni, il Paese crebbe assorbendo le regioni circostanti e si espanse in particolare durante il regno di Anawrahta, attorno alla metà dell'XI secolo.

### L'impero di Anawratha
Il potente Regno di Thaton dei mon, situato nel sud della Birmania, fu conquistato il 17 maggio del 1057 dall'esercito di Pagan. Il casus belli fu il rifiuto del re Manuha di consegnare il canone pāli richiesto da Anawrahta, che si era convertito poco tempo prima al Buddhismo Theravada diffuso nella regione dagli stessi mon e dai Pyu. Dopo tale rifiuto, il re birmano ordinò l'attacco alla capitale mon Thaton che capitolò dopo 3 mesi di assedio. La città fu saccheggiata ed il re Manuha fu fatto prigioniero e deportato a Pagan. Risale al 1060 l'Impero di Pagan, dopo che Anawratha portò a termine la conquista dell'intera valle, che fu così per la prima volta unificata.

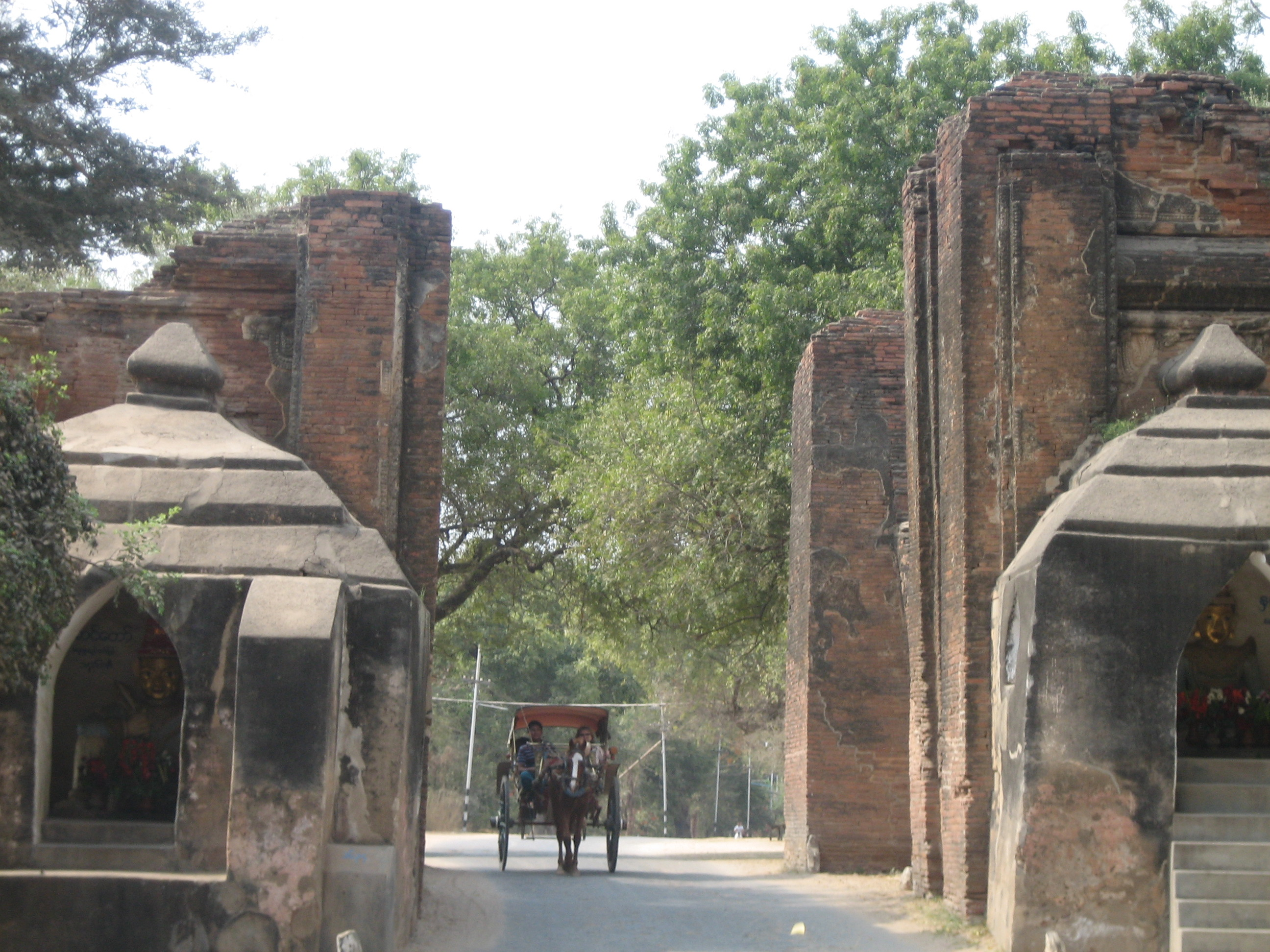
La porta di Tharabha a Pagan, l'unica sezione rimanente delle antiche mura datate al 1020

### Consolidamento
I suoi successori estesero l'influenza di Pagan verso sud nella penisola malese, ad est verso il fiume Saluen, a nord verso i confini cinesi e ad ovest nell'Arakan settentrionale e nelle colline Chin. Tra il XII e il XIII secolo, l'impero Pagan e quello Khmer dominarono la quasi totalità dell'Indocina. La lingua e la cultura birmana si diffusero gradualmente eclissando le lingue dei pyu, dei mon ed il pali nel tardo XII secolo.

### Declino e fine del regno
Il regnò andò in declino verso la metà del XIII secolo con il progressivo arricchimento dei religiosi che, esentati dal pagamento delle tasse, contribuirono a compromettere la capacità della corona di conservare la fedeltà dei cortigiani e dei militari.
Si creò un circolo vizioso di disordini interni di cui approfittarono i rakhine, i mon, gli shan e soprattutto i mongoli, le cui ripetute invasioni (1277–1301) frammentarono il regno nel 1287.
L'imperatore mongolo Kublai Khan non annetté Pagan, avendo raggiunto lo scopo di frammentare l'intera regione. Kyawswa, che era figlio dell'ultimo re Narathihapate, divenne nuovo re di Pagan nel maggio 1289 ma poté controllare un'area molto limitata senza avere un esercito. Tre fratelli, comandanti del vecchio esercito, si insediarono a Myinsaing ed ebbero sotto il proprio controllo un territorio più ampio. Quando nella Bassa Birmania il nuovo Regno di Hanthawaddy divenne nel 1294 vassallo del Regno di Sukhothai, furono i tre fratelli a reclamarne i territori come parte di Pagan, ma le loro truppe furono respinte. Si confermarono comunque come la principale forza del nord.
Per contrastare la superiorità dei tre fratelli, Kyawswa fece atto di sottomissione al nuovo imperatore mongolo Temür Khan nel gennaio 1297 e fu nominato viceré di Pagan nel marzo successivo. In dicembre i tre fratelli deposero Kyawswa e fondarono il Regno di Myinsaing. I mongoli mandarono un nuovo esercito che cinse invano d'assedio Myinsaing dal gennaio all'aprile 1301 e si ritirò. I mongoli rinunciarono quindi ad invadere nuovamente Myinsaing e ritirarono gli ultimi contingenti dalla zona nell'aprile del 1303. Il Regno di Myinsaing ebbe fine nel 1313 e continuò il periodo di instabilità nel nord della Birmania, che sarebbe stata riunificato dal Regno di Ava (1364-1555).

## Governo

### Esercito
L'esercito di Pagan fu alla base del Esercito reale birmano. Era composto da un piccolo esercito permanente di poche migliaia d'uomini a difesa della capitale e del palazzo reale e da un esercito di leva utilizzato solo in caso di guerra. La coscrizione era basata sul sistema "kyundaw" (poi "ahmudan" nelle dinastie successive) che richiedeva ai capi locali di fornire la loro quota predeterminata di uomini della giurisdizione sulla base della popolazione in tempo di guerra. Questo sistema di reclutamento rimase sostanzialmente invariato fino al periodo precoloniale, sebbene le dinastie successive, in particolare i Toungoo, introdussero la standardizzazione e altre modifiche.
Il primo esercito Pagan consisteva principalmente di coscritti arruolati appena prima o durante i periodi di guerra. Sebbene gli storici credano che re come Anawrahta dovessero avere truppe permanenti in servizio nel palazzo, la prima menzione specifica di una struttura militare permanente nelle cronache birmane risale al 1174, quando Sithu II fondò le Guardie del Palazzo: «due compagnie interne ed esterne, e facevano la guardia in ranghi uno dietro l'altro.» Le guardie del palazzo divennero il nucleo attorno al quale si riuniva la leva contadina in tempo di guerra. La maggior parte delle leve servivano nella fanteria mentre le unità specializzate di cavalleria, elefanti e marina militare provenivano da specifici villaggi ereditari specializzati nelle rispettive abilità. In questo contesto di limitata specializzazione militare, quando il peso numerico degli agricoltori-coscritti era la migliore indicazione del successo militare, l'Alto Myanmar più popoloso divenne il centro naturale di gravità politica.
Varie fonti e stime collocano la forza militare di Pagan tra i 30.000 e i 60.000 uomini. Un'iscrizione di Sithu II, massimo estensore del regno, lo descrive come il signore di 17.645 soldati mentre un'altra annota 30.000 soldati e cavalieri sotto il suo comando. Un resoconto cinese menziona un esercito birmano di 40-60.000 unità (forte di 800 elefanti e 10.000 cavalli) nella battaglia di Ngasaunggyan (1277) contro i Mongoli. Alcuni studiosi ritengono le cifre cinesi semplici stime oculari d'una singola battaglia, notevolmente esagerate. Secondo Harvey i mongoli «hanno commesso un errore di generosità poiché non desideravano diminuire la gloria nello sconfiggere numeri superiori.» La popolazione del Myanmar era al tempo relativamente costante e le stime di 40-60.000 soldati dell'esercito di guerra non sono però improbabili e sono in linea con le cifre fornite per l'esercito birmano tra il XVI e il XIX secolo in una varietà di fonti.

## Economia

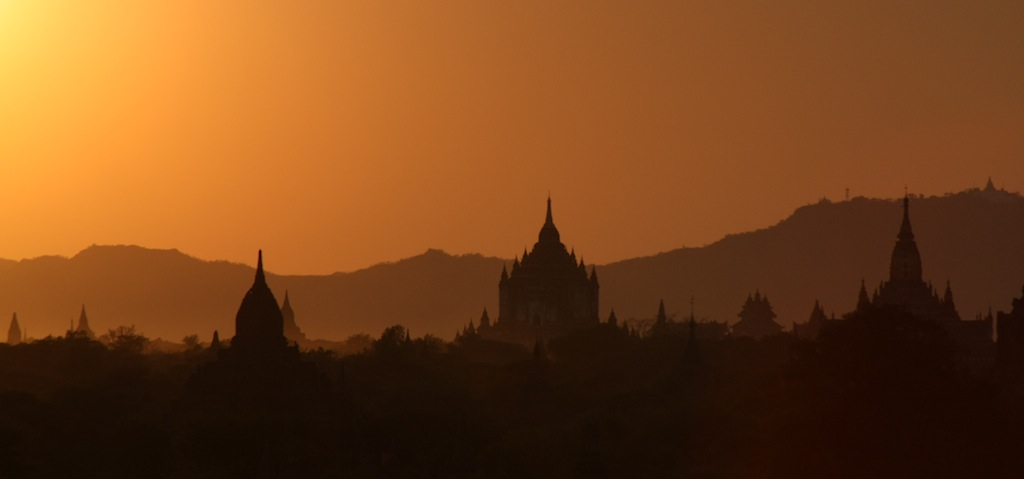
La prospera economia di Pagan foraggiò l'erigenda di oltre 10.000 templi.

L'economia di Pagan era basata principalmente sull'agricoltura e, in misura molto minore, sul commercio. La crescita dell'impero e le opere di canalizzazione volte ad antropizzare l'incolto sostennero una crescita del numero dei centri abitati e una crescente prospera economia. L'attività produttiva beneficiò anche della generale assenza di guerre che avrebbero invece caratterizzato i periodi successivi della storia birmana e debilitato l'economia delle dinastie successive. Secondo Victor Lieberman, la prospera economia di Pagan sostenne «una ricca civiltà buddista la cui caratteristica più spettacolare era una fitta foresta di pagode, monasteri e templi, per un totale di forse 10.000 strutture in mattoni, di cui sopravvivono i resti di oltre 2000.»

### Agricoltura

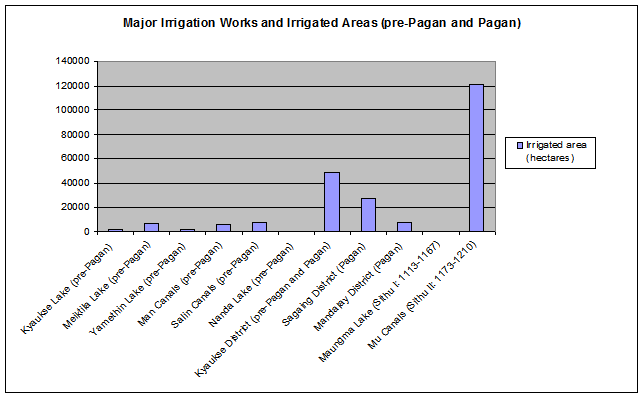
Lo sviluppo delle terre irrigate nel regno Pagan.

L'agricoltura è stata il motore principale del regno sin dai suoi inizi nel IX secolo. Si ritiene che gli immigrati birmani abbiano introdotto nuove tecniche di gestione dell'acqua o abbiano notevolmente migliorato il sistema esistente di sbarramenti, dighe, chiuse e barricate dei Pyu. A qualsiasi livello, lo sviluppo del bacino agricolo di Kyaukse nei secoli X-XI permise al regno di Pagan di espandersi oltre la zona arida dell'Alto Myanmar e di dominare la sua periferia, compresa la Bassa Birmania marittima.
Come ricostruito da Michael Aung-Thwin, G.H. Luce e Than Tun, il motore principale di quest'espansione economica basata sull'agricoltura era la pratica di donare terre esentasse al clero buddista. Per circa duecento anni (1050-1250), segmenti ricchi e potenti della società pagana come membri della famiglia reale, alti funzionari di corte e ricchi laici, donarono al clero enormi acri di terra agricola, insieme a coltivatori ereditari vincolati per ottenere merito. Terre ed agricoltori che, in quanto religiosi, sarebbe permanentemente rimasti esentasse. Sebbene alla lunga debilitò l'economia statale e l'impero, questa pratica contribuì inizialmente a espandere l'economia per circa due secoli. Anzitutto, i complessi monastico-templari, tipicamente situati a una certa distanza dalla capitale, contribuirono ad originare nuovi centri abitati per la Corona, con il conseguente sviluppo di attività artigianali, commerciali e agricole.
In secondo luogo, la necessità di accumulare terreni per dotazioni, nonché per premi per soldati e militari, guidò la bonifica dell'incolto. I primi progetti idraulici si concentrarono sul Kyaukse, dove i birmani costruirono un gran numero di nuovi sbarramenti e canali diversivi, e Minbu, altro distretto irriguo a sud di Bagan. Dopo che questi centri furono sviluppati, tra la metà e la fine del XII secolo, Pagan si concentrò sulle aree di frontiera non ancora sviluppate a ovest dell'Irrawaddy e a sud di Minbu: aree irrigabili a riso umido e aree non irrigabili adatte a riso, legumi, sesamo e miglio alimentati dalla pioggia. L'espansione agricola e la costruzione di templi a loro volta sostenevano un mercato della terra e di alcuni tipi di manodopera e materiali. Bonifiche, donazioni religiose e progetti di costruzione si espansero lentamente prima del 1050, aumentarono fino al 1100, accelerarono bruscamente con l'apertura di nuove terre tra c. 1140 e c. 1210 e continuarono, seppur ad un livello inferiore, dal 1220 al 1300.
Entro la seconda metà del XIII secolo, Pagan aveva sviluppato un'enorme quantità di terre coltivate. Le stime basate sulle sole iscrizioni sopravvissute vanno da 200.000 a 250.000 ettari. In confronto, l'Impero Khmer contemporaneo faceva affidamento su un bacino di risicoltura principale di 13.000 ettari! Alla fine, la pratica si dimostrò insostenibile quando l'impero aveva smesso di crescere fisicamente nonché un fattore importante nella sua caduta.